# Весёлый счёт
«Весёлый счёт» (англ. Zumbers) — испанский мультсериал в стиле компьютерной 3D-графики, созданный студией Motion Pictures/ANERA Film и предназначенный для детей дошкольного возраста. В Италии транслировался с апреля 2009 года на телеканале Rai Yoyo.

## Сюжет
Пятеро главных героев, у каждого из которых есть своё транспортное средство, должны по очереди открывать фигуры, образованные маршрутом, по которому они путешествуют, съедая двадцать пончиков, а также обучая детей считать и узнавать предметы и животных. Единственный голос — закадровый детский голос, который считает числа до двадцати и который в конце пути указывает название образовавшегося объекта.

## Персонажи
Каждый эпизод начинается с представления персонажей. Выбирается только один из них, который занимает позицию и «выстреливается» на своего рода американских горках, чтобы дать себе толчок, затем начинает путь, как если бы это была закодированная дорожка, похожая на ту, которую можно найти в журналах головоломок. У каждого номера есть воздушный шарик, который выпускается, когда персонаж съедает прикреплённый к нему пончик, в конце пути последний шарик взрывается и открывает образовавшийся объект или животное. Удовлетворённый результатом, персонаж возвращается на своё место.
В мультсериале насчитывается 5 персонажей:
- Кокодрула (англ. Cocodrula) — самка крокодила, которая ест пончики благодаря помощи своих лягушек-принцев, которые направляют, не останавливаясь, королевскую тачку.
- Мистер Шеймус (англ. Mr Seamus) — морж в гавайской рубашке и виндсёрфер, который ездит на санях, запряжённых четырьмя пингвинами.
- Фантимус (англ. Fantimus) — индийский слон, который путешествует по закодированной трассе на римской колеснице, запряжённой ящерицей.
- Леди Бегемот (англ. Lady Hippo) — самка бегемота, которая путешествует по кольцевой дорожке на своём скутере. Она — единственный персонаж, у которого нет сопровождающих животных.
- Мистер Носорог (англ. Mr Rhino) — носорог, который вместе со своей лягушкой ходит по закодированной дорожке, выполняя цирковые трюки по балансировке тарелок и стаканов.